# Beleg van Stralsund (1628)
Het Beleg van Stralsund vond plaats van 23 mei tot 31 juli 1628, tijdens de Deense fase van de Dertigjarige Oorlog. De lutherse stadsraad van Stralsund had zich tegen de inkwartiering van keizerlijke troepen verzet, waarna generaal Wallenstein, in dienst van keizer Ferdinand III, de stad met geweld probeerde in te nemen. De stad werd tijdens het beleg gesteund door Deense en Zweedse regimenten. Ondanks verschillende aanvallen werd de stad niet ingenomen, waarna Wallensteins leger zich op 31 juli 1628 terugtrok.

## Voorgeschiedenis
Na de Deense nederlaag in de Slag bij Lutter werden de laatste Deense legers en garnizoenen in Noord-Duitsland in de loop van 1627 verdreven. Koning Christiaan IV vluchtte in oktober naar de Deense eilanden waar hij door zijn vloot beschermd werd.
Het keizerlijke leger had geen beschikking over een oorlogsvloot en dus bleef Christiaan IV een bedreiging vormen. Om een nieuwe Deense invasie tegen te houden was het nodig om ook het noorden van Duitsland onder keizerlijke controle te brengen.
Uit angst voor een mogelijke keizerlijke aanval begon de lutheraanse Hanzestad Stralsund in het voorjaar van 1627 voorbereidingen te treffen om zich te verdedigen. Er werden onder andere Zweedse experts ingehuurd om de vestingmuren te versterken en de militie werd uitgebreid tot bijna 1500 man, op een bevolking van 15 000. Het keizerlijke leger onder bevel van Von Arnim trok in november Pommeren binnen. Onder druk van dit leger tekende hertog Bogislaw XIV van Pommeren op 10 november 1627 de Franzburger Capitulatie waarin hij toestond dat er in een aantal Pommerse steden, waaronder Stralsund, een keizerlijk garnizoen gelegerd zou worden. Stralsund had als Hanzestad echter een zeer autonome positie ten opzichte van de hertog en het stadsbestuur zag niets in de inkwartiering van een garnizoen binnen de muren.
Von Arnim en het stadsbestuur begonnen kort na Franzburger Capitulatie te onderhandelen. Het stadsbestuur probeerde zich van een inkwartiering vrij te kopen. Aanvankelijk eiste von Arnim 150 000, later en 100 000 en uiteindelijk 30 000 thalers. De raad betaalde uiteindelijk, maar aan von Arnims andere voorwaarden, namelijk dat de vestingmuren niet verder versterkt zouden worden, wilde de raad niet voldoen. Terwijl de onderhandelingen voortduurden liet von Arnim in februari 1628 het eiland Dänholm, dat voor de haven van Stralsund ligt, bezetten. De raad zocht hierna in het geheim hulp bij de koningen van Denemarken en Zweden. Dänholm werd na een blokkade door Stralsundse schepen weer ontruimd. Nadat deze eerste militaire acties tegen Stralsund waren mislukt en de onderhandelingen ook geen resultaat voor de keizerlijke zijde opleverde, kreeg von Arnim van Wallenstein het bevel om de stad met geweld in te nemen.

## Het Beleg

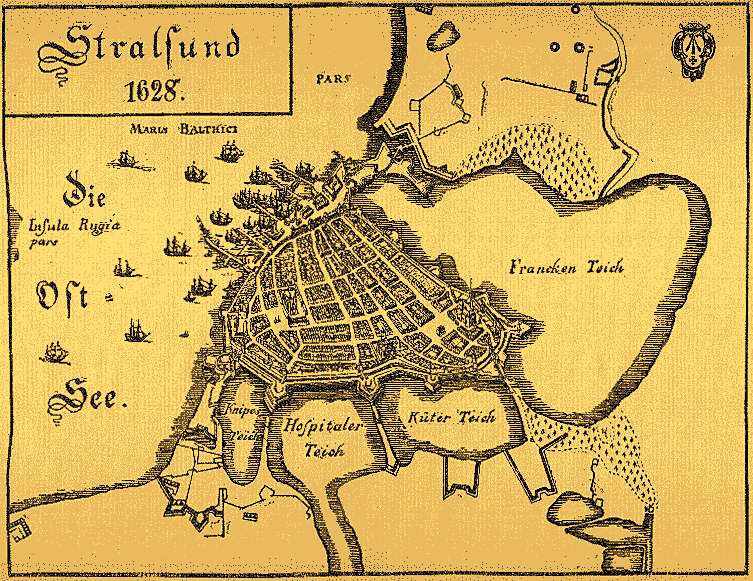
Kaart van Stralsund uit 1628.

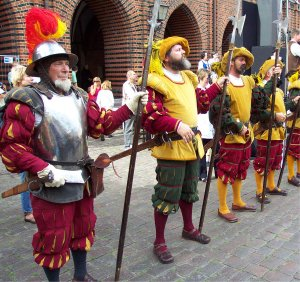
Historische reconstructie.

Op 23 mei begon het keizerlijke leger het beleg door alle toegangswegen naar de stad af te snijden. De haven bleef echter vrij, waardoor er nog steeds voorraden de stad binnen konden komen. De eerste Deense versterkingen, vooral Schotse veteranen, kwamen meteen na het begin van het beleg in de stad aan. 600 Zweedse hulptroepen volgden een maand later. Wallenstein, op dat moment met zijn leger in het Boheemse Jitschin, besloot door de Zweedse interventie persoonlijk de leiding van het beleg op zich te nemen. Op 17 juni bereikte Wallenstein Stralsund. Hij liet het keizerlijke leger van tactiek veranderen en liet zijn leger van 27 tot 29 juni herhaaldelijk de stadsmuren bestormen. De verdedigers bleven de aanvallen weerstaan, waarna Wallenstein woedend zou hebben uitgeroepen: „Und wenn die Stadt mit sieben Ketten und Schlössern am Himmel hinge, ich werde sie doch herunterholen!“ Ondanks dit voornemen trok Wallenstein met het grootste deel van zijn leger weg, toen hij hoorde dat Chtristiaan IV met een nieuw leger was geland op het eiland Usedom. Von Armin gaf het beleg na zeer zware regenval geheel op, waarna de laatste keizerlijke troepen zich begin augustus terugtrokken. Het beleg en de bestormingen hadden aan rond de 12.000 keizerlijke soldaten het leven gekost.

## Gevolgen
Vlak na het beleg kreeg Stralsund door Zweden een verdrag opgelegd waarin de stad zich zonder verdere voorwaarden met Zweden moest verbinden. Hierdoor werd Stralsund de eerste Zweedse basis in het Heilige Roomse Rijk. De mislukking van het beleg veranderde weinig aan de militaire situatie voor de keizer en zijn aanhangers, desondanks was het wel een zware politieke nederlaag.

## Wallensteinstage
Elk jaar wordt de succesvolle verdediging van de stad gevierd tijdens een historisch volksfeest, de zogenaamde Wallensteintage.